# Anopheles pseudowillmori
Anopheles pseudowillmori är en tvåvingeart som beskrevs av Theobald 1910. Anopheles pseudowillmori ingår i släktet Anopheles och familjen stickmyggor. Inga underarter finns listade i Catalogue of Life.